# Borzykowa (gromada)
Borzykowa – dawna gromada, czyli najmniejsza jednostka podziału terytorialnego Polskiej Rzeczypospolitej Ludowej w latach 1954–1972.
Gromady, z gromadzkimi radami narodowymi (GRN) jako organami władzy najniższego stopnia na wsi, funkcjonowały od reformy reorganizującej administrację wiejską przeprowadzonej jesienią 1954 do momentu ich zniesienia z dniem 1 stycznia 1973, tym samym wypierając organizację gminną w latach 1954–1972.
Gromadę Borzykowa siedzibą GRN w Borzykowej utworzono – jako jedną z 8759 gromad na obszarze Polski – w powiecie radomszczańskim w woj. łódzkim, na mocy uchwały nr 36/54 WRN w Łodzi z dnia 4 października 1954. W skład jednostki weszły obszary dotychczasowych gromad Borzykowa, Czechowiec, Pągów, Pierzaki i Sady (z wyłączeniem miejscowości Turznia) ze zniesionej gminy Maluszyn oraz obszar dotychczasowej gromady Borzykówka ze zniesionej gminy Dąbrowa Zielona w tymże powiecie. Dla gromady ustalono 20 członków gromadzkiej rady narodowej.
1 stycznia 1959 do gromady Borzykowa przyłączono wieś i kolonię Grodzisko, parcelację Jarzębina i wieś Jatno ze zniesionej gromady Okołowice.
Gromada przetrwała do końca 1972 roku, czyli do kolejnej reformy gminnej.